# Ava DuVernay
Ava Marie DuVernay (Long Beach, 24 agosto 1972) è una regista, sceneggiatrice, imprenditrice, produttrice cinematografica, produttrice televisiva e giornalista statunitense.
Ha vinto il premio alla regia al Sundance Film Festival 2012 per il suo secondo lungometraggio Middle of Nowhere, diventando la prima donna nera a vincerlo.
Riguardo Selma - La strada per la libertà, DuVernay è diventata la prima donna afroamericana ad essere nominata per il Golden Globe per il miglior regista e l'Oscar al miglior film.
Nel 2017 è stata nominata per l'Oscar al miglior documentario per il suo film XIII emendamento.
Il film fantasy della Disney del 2018 Nelle pieghe del tempo l'ha resa la prima donna afroamericana a dirigere un film live-action incassando $100 milioni al botteghino statunitense, ma allo stesso tempo subendo perdite fino a $131 milioni. Al momento del rilascio, il film ha ricevuto recensioni miste, con una parte di critici che contestano l'uso massiccio della CGI e i numerosi buchi della trama, e un'altra parte invece che lo esalta per il messaggio di emancipazione femminile e diversità.
L'anno seguente ha creato, co-scritto, prodotto e diretto per Netflix la miniserie drammatica When They See Us basata sul caso della jogger di Central Park avvenuto nel 1989, avendo un successo di critica. Per questo motivo è stata nominata per 16 premi Emmy e ha vinto il Critics' Choice Television per la miglior miniserie.
Nel 2021 ha co-creato una miniserie autobiografica con l'ex giocatore della NFL Colin Kaepernick intitolata Colin in bianco e nero.
Nel 2017 DuVernay è stata inclusa nella lista annuale Time 100.
Nel 2020 DuVernay è stata integrata nel ramo dei direttori del consiglio dell'Academy of Motion Picture Arts and Sciences.

## Biografia
È stata cresciuta da sua madre Darlene (nata Sexton), un'educatrice, e dal suo patrigno, Murray Maye, a Lynwood. Il cognome di suo padre biologico, Joseph Marcel DuVernay III, discende dai creoli della Louisiana. Ha quattro fratelli e sorelle.
Durante le sue vacanze estive andava nella casa d'infanzia di suo padre, che non era molto lontana da Selma. DuVernay disse che quelle estati hanno ispirato la realizzazione di Selma - La strada per la libertà, poiché suo padre aveva assistito alle marce da Selma a Montgomery nel 1965.
Nel 1990 DuVernay si diplomò alla Saint Joseph High School a Lakewood. Successivamente ricevette due Bachelor's degree in letteratura inglese e studi afroamericani all'Università della California a Los Angeles (UCLA). Ava è un membro onorario della sorellanza dell'Alpha Kappa Alpha.

## Carriera

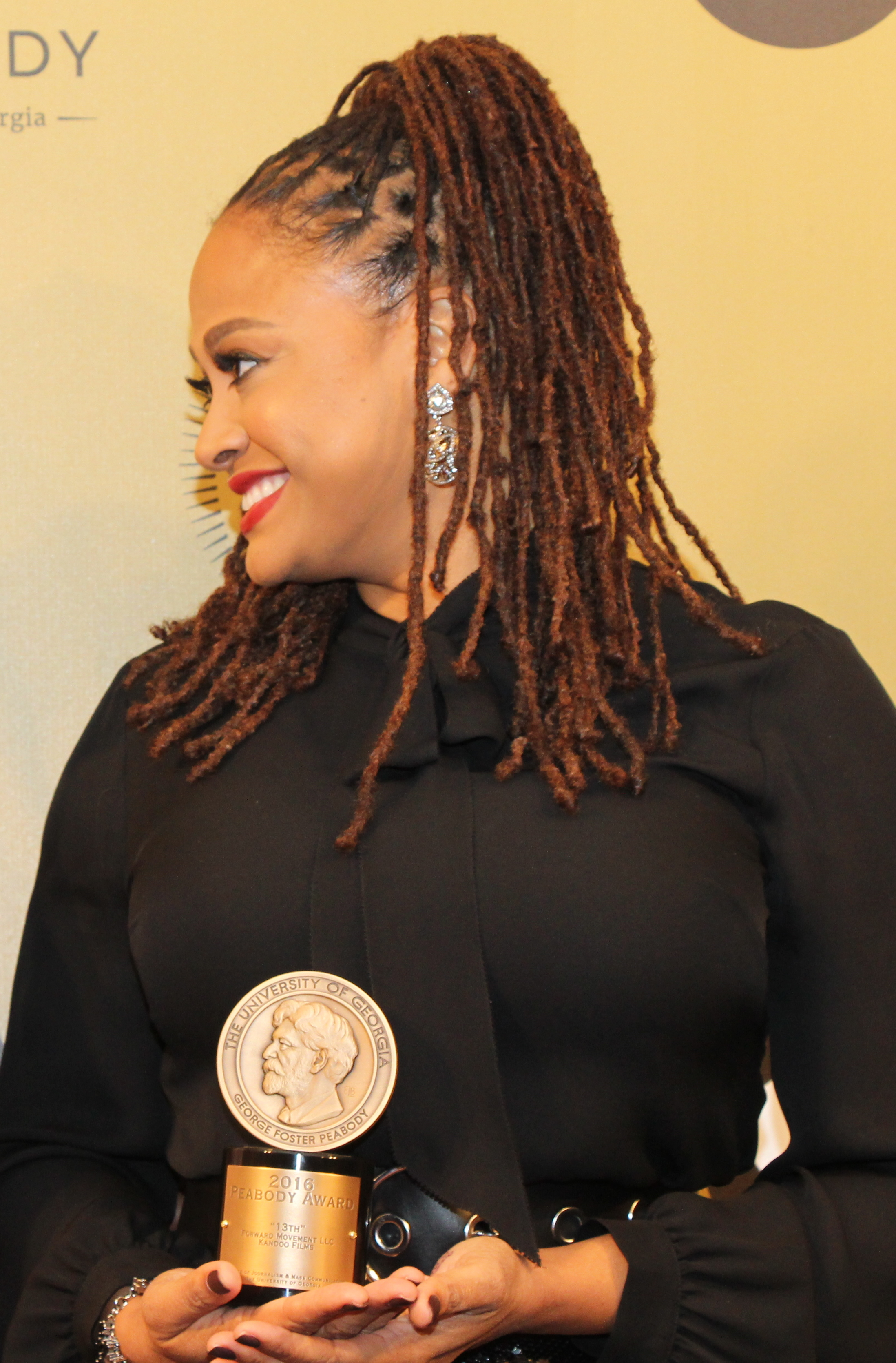
Ava DuVernay con il suo Peabody Award per il 13º film alla 76ª ceremonia annuale nel 2017

Nonostante il plauso che DuVernay ha ricevuto nell'industria cinematografica e televisiva, non ha preso in mano una telecamera fino all'età di 32 anni. Il primo interesse di DuVernay fu il giornalismo, una scelta influenzata da un tirocinio con CBS News. Fu incaricata di coprire il processo per il caso O. J. Simpson. DuVernay rimase disillusa dal giornalismo: tuttavia decise di dedicarsi alle pubbliche relazioni, lavorando come junior PR per la 20th Century Studios, Savoy Pictures e poche altre. Ha fondato la propria società di pubbliche relazioni, la DuVernay Agency (DVAPR) nel 1999: grazie ad essa ha fornito anche servizi di marketing all'industria d'intrattenimento e di stile di vita, lavorando per campagne di film e show televisivi come Lumumba, Spy Kids, Shrek 2, The Terminal, Collateral e Dreamgirls.
Un'altra iniziativa lanciata da DuVernay nel 2003 è la Urban Beauty Collective, una rete promozionale che ha avuto più di 10000 saloni di bellezza e barbieri afroamericani in 16 città degli Stati Uniti, che si sono poi dilagate in 20 nel 2008. Inoltre sono stati affiliati: un programma mensile gratuito in stile Access Hollywood chiamato UBC-TV, l'hub del blog Urban Thought Collective nel 2008, poi Urban Eye, un programma di notizie di intrattenimento e di celebrità andato in onda alle stazioni radio nei giorni feriali con la durata di due minuti a puntata, infine HelloBeautiful, una piattaforma digitale per le donne di colore millenarie.

### Film
Nel 2005, durante le vacanze natalizie, DuVernay decise di mettere da parte $6.000 per fare la sua prima opera, un cortometraggio di 12 minuti chiamato Saturday Night Life, basato sulle esperienze di sua madre (interpretata da Melissa De Sousa): più precisamente la trama ruota intorno ad un viaggio edificante di una madre single in difficoltà con i suoi tre figli fino ad un negozio di alimentari economico di Los Angeles. È stato mostrato in vari festival cinematografici ed è stato trasmesso il 6 febbraio 2007 su Showtime.
DuVernay ha poi esplorato la realizzazione di documentari, perché possono essere realizzati con un budget inferiore rispetto ai film di finzione. Nel 2007 ha diretto il cortometraggio Compton in C Minor, perché voleva "catturare Compton in sole due ore, presentando qualunque cosa abbia trovato". L'anno seguente ha esordito alla regia con il documentario sull'alternative hip hop This Is The Life, una storia del movimento artistico del Good Life Cafe di Los Angeles, a cui ha partecipato come parte del duo Figures of Speech: ha vinto vari premi al ReelWorld Film Festival a Toronto, al Pan African Film Festival, all'Hollywood Black Film Festival e al Langston Hughes African American Film Festival a Seattle.

#### I Will Follow
Nel 2011 è uscito nelle sale il primo lungometraggio narrativo di DuVernay, I Will Follow, un dramma con Salli Richardson. La zia di DuVernay, Denise Sexton, è stata l'ispirazione per il film. In un'intervista, DuVernay ha parlato di come le sue esperienze di vita reali differissero dal film: "Sono stata una badante di mia zia, Denise Sexton, nell'ultimo anno e mezzo della sua vita. Le fu diagnosticato un cancro al seno al quarto stadio. Era una combattente ed è stata attiva nel suo trattamento fino alla fine, che era diverso dal personaggio del film che vuole combattere in un modo diverso." Il film è costato a DuVernay $50.000 ed è stato realizzato in due settimane. Roger Ebert l'ha definito "uno dei migliori film che abbia visto sul venire a patti con la morte di una persona cara". I Will Follow è stato una selezione ufficiale dell'AFI Fest, del Pan African Film Festival, dello Urbanworld e del Chicago International Film Festival.
Fu solo dopo la realizzazione del film che DuVernay lasciò completamente il suo lavoro nella pubblicità. DuVernay ha così affermato: "Sapevo che come donna di colore, in questo settore, non avrei avuto persone che bussano alla mia porta per darmi soldi per i miei progetti, quindi ero felice di metterli da parte mentre facevo il mio lavoro quotidiano."

#### Middle of Nowhere
Nell'estate 2011 DuVernay cominciò la produzione del suo secondo lungometraggio narrativo, Middle of Nowhere, da una sceneggiatura che aveva scritto nel 2003, ma che non era in grado di finanziare. Il film ha attinto dalle sue stesse esperienze fatte a cavallo tra Compton ed Inglewood. La storia s'incentra sulla moglie di un uomo incarcerato che sta scontando una condanna a 10 anni. Abbandona la scuola di medicina per avere più tempo ed energia emotiva da dare al suo coniuge. Il film esplora come la famiglia dell'incarcerato è anche una vittima del sistema e mostra quanto comunemente questo peso della carcerazione ricada sulle donne di colore. In un'intervista con il Los Angeles Times, DuVernay ha parlato dell'ispirazione per il film: "L'idea di guardare alle vittime dell'incarcerazione - le madri, le sorelle, le figlie - è venuta fuori dal conoscere donne che la stavano passando."
DuVernay è stata incaricata dalla Smithsonian Institution a realizzare un cortometraggio sulla storia afroamericana che chiamerà poi August 28: A Day in the Life of a People, cui esplora in 22 minuti sei eventi storici accaduti quel giorno in anni diversi. Ha debuttato all'apertura di una parte del museo il 24 settembre 2016, e ha per protagonisti Lupita Nyong'o, Don Cheadle, Regina King, David Oyelowo, Angela Bassett, Michael Ealy, Gugu Mbatha-Raw, André Holland e Glynn Turman. Gli eventi rappresentati includono la sanzione regia di Guglielmo IV all'abolizione della tratta degli schiavi nel 1833, il linciaggio del 14enne Emmett Till nel 1955 nel Mississippi, il rilascio della prima canzone numero uno di Motown, Please Mr. Postman delle Marvelettes, il discorso del reverendo Martin Luther King I have a dream nel 1963, l'approdo dell'Uragano Katrina nel 2005, e la notte in cui il senatore Barack Obama ha accettato la nomina democratica alla presidenza al CND del 2008.
Michael T. Martin dice: "DuVernay è tra le avanguardie di una nuova generazione di registi neri che sono il catalizzatore indaffarato e imperterrito di quella che potrebbe benissimo una rinascita del film nero in divenire." Parla inoltre della missione e della "chiamata all'azione" di DuVernay che costituisce una strategia "per promuovere l'immagine cinematografica nera in modo organizzato e coerente e per non dover differire e chiedere il permesso per trafficare i nostri film: essere auto-determinante."

#### Selma - La strada per la libertà
DuVernay diresse Selma - La strada per la libertà, un film drammatico con un budget di $20 milioni (relativamente basso per un film di questo calibro) incentrato su due figure importanti che sono Martin Luther King e il presidente Lyndon B. Johnson più le marce da Selma a Montgomery per i diritti di voto. Il film, prodotto da Plan B Entertainment, è stato rilasciato a natale 2014 con il successo di critica. DuVernay ha affermato in un'intervista all'Università dell'Indiana che il film sarebbe "il primo grande lungometraggio nelle sale che ha qualcosa a che fare con il personaggio essenziale di King", rendendolo un punto di riferimento storico nella storia dei biopic.
Ha realizzato riscritture non accreditate di maggior parte della sceneggiatura originale di Paul Webb per enfatizzare la centralità di King e del popolo di Selma. In un'intervista di ottobre 2020 fatta al The Carlos Watson Show, DuVernay ha affermato che lei è stata la scrittrice principale, non Webb, dicendo che l'errore più grande della sua carriera è stato permettergli "di prendersi il merito di aver scritto Selma - La strada per la libertà quando l'ho scritto io." In risposta alle critiche di alcuni storici che l'hanno accusata di riscrivere in modo irresponsabile la storia per ritrarre la propria agenda, DuVernay ha detto che il film "non è un documentario. Non sono una storica. Sono una narratrice."
Dopo questo film, DuVernay era stata incitata dai dirigenti della Marvel a dirigere il primo film su un supereroe di colore, Black Panther, ma declinò l'offerta. In un'intervista con Essence, DuVernay ha fornito informazioni sul motivo per cui ha rifiutato il progetto: "Penso che dirò solo che avevamo idee diverse su come sarebbe stata la storia. La Marvel ha un certo modo di fare le cose e penso che siano fantastici e molte persone amano ciò che fanno. Ho adorato il fatto che mi abbiano contattata." Ha anche espresso il suo supporto per il progetto: "Adoro il personaggio di Black Panther, la nazione del Wakanda e tutto ciò che potrebbe uscire visivamente. Auguro loro ogni bene e sarò la prima a vederlo."

#### XIII emendamento
A luglio 2016 il New York Film Festival ha fatto l'annuncio a sorpresa che XIII emendamento varcherà per primo le loro porte. Incentrato sulla razza nel sistema di giustizia penale degli Stati Uniti, il film viene intitolato in onore del XIII emendamento della Costituzione degli Stati Uniti d'America, che ha abolito la schiavitù (tranne come punizione per un crimine). Il documentario di DuVernay si apre con l'esito che il 25% delle persone incarcerate nel mondo risiedono negli Stati Uniti, sostenendo che qui la schiavitù è stata effettivamente perpetuata attraverso l'incarcerazione di massa sproporzionata di persone di colore. Il film raffigura parecchi attivisti, politici e figure pubbliche prominenti come Bryan Stevenson, Angela Davis, Van Jones, Newt Gingrich, Cory Booker, Henry Louis Gates Jr., Michelle Alexander e altri che discutono di questioni come l'affitto di detenuti, la guerra alla droga e le condanne sproporzionate delle minoranze. È stato anche il primo documentario acclamato dalla critica a mettere in luce la tragica storia di Kalief Browder.
È stato rilasciato su Netflix il 7 ottobre 2016. XIII emendamento ha ottenuto il plauso della critica cinematografica e ha una valutazione del 97% su Rotten Tomatoes sulla base di 94 recensioni. Opinione condivisa vuole che: "XIII emendamento colpisce al cuore dell'intricata storia razziale dell'America, offrendo osservazioni tanto incendiarie quanto controllate con cautela." In una recensione proveniente da Awards Circuit, Angela Davis aveva scritto che "XIII emendamento è probabilmente il film più importante che abbiate mai visto."

#### Nelle pieghe del tempo
Nel 2010 è stato annunciato che la Disney intende usare i diritti cinematografici dell'omonimo romanzo di Madeleine L'Engle del 1962, che narra di una ragazza che viaggia attraverso lo spazio e il tempo. Seguendo il successo di Tim Burton, Alice in Wonderland, sempre la Disney aveva annunciato l'assunzione di Jeff Stockwell per scrivere la sceneggiatura di Cary Granat e i suoi nuovi Bedrock Studios. Cary Granat ha precedentemente lavorato con la Disney per i film de Le cronache di Narnia e Un ponte per Terabithia. Il 5 agosto 2014 Jennifer Lee è stata annunciata come sceneggiatrice, subentrando a Stockwell che aveva scritto la prima bozza. L'8 febbraio 2016 si riferisce che è stato offerto a DuVernay di dirigere il film, confermandolo a tutti gli effetti nello stesso mese.
Il film è stato rilasciato a marzo 2018 e ha incassato $33 milioni nel weekend di apertura, secondo al botteghino dietro a Black Panther. A seguito del rapporto sugli utili del secondo trimestre della Disney a maggio 2018, Yahoo! Finanza aveva dedotto che il film avrebbe perso lo studio da $86 a $186 milioni. Tuttavia è ancora nella lista dei 100 migliori film di incassi del 2018, rendendo Ava DuVernay una delle quattro registe della lista annuale.

### Televisione

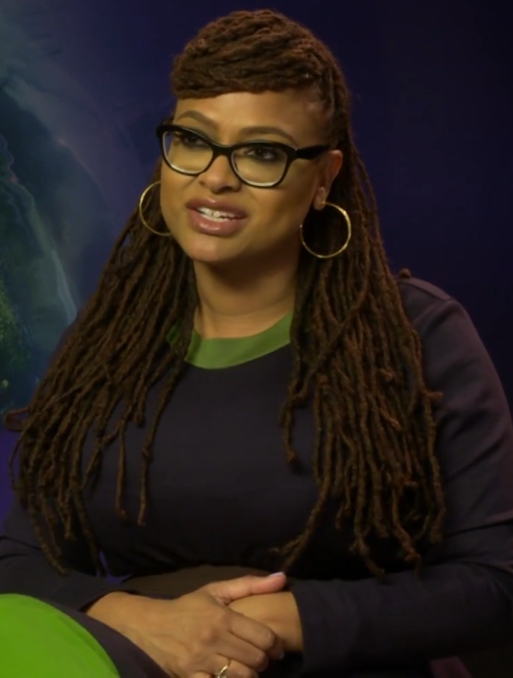
Ava DuVernay nel 2018

Nel 2010 DuVernay ha diretto tre documentari televisivi. Il primo, il film da concerto di 2 ore TV One Night Only: Live from the Essence Music Festival è stato un mix di spettacoli dal vivo e backstage. È andato in onda il 28 agosto 2010 su TV One e mette in mostra il più grande raduno annuale di intrattenimento afroamericano degli Stati Uniti, l'Essence Music Festival, cui si è tenuto dal 2 al 4 luglio a New Orleans. Due giorni dopo BET ha presentato in anteprima il suo primo documentario musicale My Mic Sounds Nice: A Truth About Women and Hip Hop, una storia delle artiste hip hop lunga 41 minuti.
Nel giorno del ringraziamento TV One ha mostrato il documentario speciale di 44 minuti di DuVernay Essence Presents: Faith Through the Storm su due sorelle di colore che hanno reclamato la propria vita dopo la devastazione dell'Uragano Katrina: "È stato fatto per un cliente, per Essence. Hanno voluto parlare di come la fede abbia aiutato a superare questo momento: ciò è stato molto importante per loro. Quindi è inframmezzato da musica gospel, immagini di Katrina, della loro casa e della loro famiglia."
ESPN ha incaricato DuVernay di produrre e dirigere Venus Vs., un documentario sulla battaglia di Venus Williams per il giusto premio in denaro, incluso successivamente nella loro serie di film Nine for IX andata in onda il 2 luglio 2013.
DuVernay ha anche diretto l'episodio della serie di esibizioni e interviste HelloBeautiful Interludes Live su John Legend, che è stato mandato in anteprima su TV One come prima trasmissione della serie il 14 settembre 2013.
Inoltre ha diretto l'ottavo episodio della terza stagione della serie televisiva a sfondo thriller politico Scandal, che è intitolato "Vermont" ed è stato mandato in anteprima su ABC il 21 novembre 2013.
Nel 2015 DuVernay diviene produttrice esecutiva e regista di un film televisivo a sfondo drammatico sui diritti civili For Justice con protagonista Anika Noni Rose.
Lo stesso anno DuVernay ha annunciato di star realizzando la serie drammatica Queen Sugar basata sull'omonimo romanzo di Natalie Baszile, andata poi in onda il 6 settembre 2016 su Oprah Winfrey Network col successo di critica. DuVernay ha scritto quattro episodi e ne ha diretti due. Il 1º agosto 2016 la serie è stata rinnovata per una seconda stagione ancor prima della sua première; è stata mandata in onda in un'anteprima di due notti a cavallo tra il 20 e il 21 giugno 2017. La serie è stata rinnovata per una terza stagione il 26 luglio 2017. Ad agosto 2018 OWN ha rinnovato la serie per una quarta stagione che è stata mandata in anteprima il 12 giugno 2019.

### Pubblicità e videoclip musicali
Nel 2013 DuVernay ha collaborato con Miu Miu alla realizzazione della serie cinematografica Woman's Tales. Il suo cortometraggio The Door ha per protagoniste Gabrielle Union e Emayatzy Corinealdi ed è stato mandato in anteprima online a febbraio 2013 e presentato alla 70ª Mostra internazionale d'arte cinematografica di Venezia.
Ad agosto 2013 DuVernay ha rilasciato tramite Vimeo un secondo cortometraggio intitolato Say Yes, sponsorizzato dalla marca cosmetica Fashion Fair e che ha per protagonisti Kali Hawk e Lance Gross con gli ospiti d'onore Julie Dash, Victoria Mahoney, Lorraine Toussaint ed Issa Rae.
Nel 2015 Apple Music e la sua agenzia pubblicitaria Translation hanno assunto DuVernay per dirigere una serie di tre spot pubblicitari con protagoniste Mary J. Blige, Taraji P. Henson e Kerry Washington. Il primo capitolo è stato mandato in onda su Fox il 20 settembre 2015, mentre gli altri due hanno debuttato rispettivamente a novembre 2015 e febbraio 2016.
Il video musicale della canzone di Jay-Z e Beyoncé Family Feud è stato mandato in anteprima il 29 dicembre 2017 su Tidal.

### Distribuzione e produzione cinematografica
Nel 2010 DuVernay ha fondato l'AFFRM, una compagnia di distribuzione cinematografica basata su film con persone di colore. DuVernay la considera come "non tanto un business, ma una chiamata all'azione." Sebbene consideri una priorità costruire solide basi commerciali per i film, DuVernay ci tiene a sottolineare che la forza trainante dell'organizzazione è l'attivismo. Nel 2015 l'azienda si è rinominata sotto il nome di ARRAY, promettendo una miglior focalizzazione sulle registe donne.
DuVernay possiede anche Forward Movement, una compagnia di produzione cinematografica e televisiva.

### Progetti futuri
Nel 2013 ha annunciato lo sviluppo di un lungometraggio narrativo intitolato Part of the Sky e ambientato a Compton.
Nel 2015 è stato annunciato che DuVernay starebbe scrivendo, producendo e dirigendo un racconto fittizio che si concentrerà sugli aspetti sociali ed ambientali dell'Uragano Katrina che includeranno una storia d'amore e un mistero d'omicidio. David Oyelowo ha detto di far parte del progetto.
Nel 2018 è stato annunciato che DuVernay starebbe dirigendo un film sui Nuovi Dei per la DC Extended Universe. Il 29 maggio 2019 DuVernay ha annunciato che lei e Tom King co-scriveranno il film.
Il 29 ottobre 2018 è stato annunciato che DuVernay starebbe lavorando con l'entità legale di Prince per dirigere un biopic incentrato sulla sua vita per Netflix. Però ad agosto 2019 DuVernay ha lasciato la regia a causa di differenze creative.
A febbraio 2020 speculavano notizie su una possibile co-produzione e direzione di un documentario su Nipsey Hussle per Netflix.
A ottobre 2020 è stato ufficialmente annunciato il suo prossimo film per Neflix basato sul libro di Isabel Wilkerson Caste: The Origins of Our Discontents.

## Filmografia

### Regista

#### Cinema
- Saturday Night Life  (2007) – cortometraggio
- Compton in C Minor (2007) – cortometraggio
- This Is the Life (2008) – documentario
- I Will Follow (2011)
- Middle of Nowhere (2012)
- The Door (2013) – cortometraggio
- Say Yes (2013) – cortometraggio
- Selma - La strada per la libertà (2014)
- August 28: A Day in the Life of a People (2016) – cortometraggio
- XIII emendamento (2016) – documentario
- Nelle pieghe del tempo (2018)
- Origin (2023)

#### Televisione
- TV One Night Only: Live from the Essence Music Festival (2010)
- My Mic Sounds Nice: A Truth About Women and Hip Hop (2010)
- Essence Presents: Faith Through the Storm (2010)
- Venus Vs. (2013)
- Scandal, 3x08 (2013)
- For Justice (2015)
- Queen Sugar, 2 episodi (2016-in corso)
- When They See Us (2019)

### Sceneggiatrice

#### Cinema
- Saturday Night Life (2006) – cortometraggio
- This Is the Life (2008) – documentario
- I Will Follow (2011)
- Middle of Nowhere (2012)
- The Door (2013) – cortometraggio
- Say Yes (2013) – cortometraggio
- XIII emendamento (2016) – documentario

#### Televisione
- Queen Sugar, 4 episodi (2016-in corso)
- When They See Us (2019)
- Cherish the Day (2020-in corso)
- Naomi (2022)

## Riconoscimenti
- Premio Oscar
  - 2017 - Candidatura al miglior documentario per XIII emendamento
- Golden Globe
  - 2015 - Candidatura al miglior regista per Selma - La strada per la libertà
- Premio BAFTA
  - 2017 - Miglior documentario per XIII emendamento
- Critic's Choice Awards
  - 2015 - Candidatura  al miglior regista per Selma - La strada per la libertà
- Grammy Awards
  - 2016 - Candidatura alla miglior colonna sonora di compilation per media visivi per Selma - La strada per la libertà
- Gotham Independent Film Awards
  - 2012 - Candidatura al miglior film per Middle of Nowhere
  - 2019 - Miglior serie emergente - formato lungo per When They See Us
  - 2019 - Tributo alla carriera
- Premio Emmy
  - 2017 - Miglior documentario per XIII emendamento
  - 2017 - Candidatura per la miglior regia di un documentario per XIII emendamento
  - 2017 - Miglior scrittura per una programmazione di saggistica per XIII emendamento
  - 2019 - Candidatura alla miglior miniserie per When They See Us
  - 2019 - Candidatura alla miglior regia di una miniserie, film televisivo o un drammatico speciale per When They See Us
  - 2019 - Candidatura alla miglior scrittura di una miniserie, film televisivo o un drammatico speciale per When They See Us
- NAACP Image Awards
  - 2012 - Candidatura al miglior film indipendente per I Will Follow
  - 2015 - Candidatura alla miglior regia di un film per Selma - La strada per la libertà
  - 2017 - Miglior sceneggiatura in una serie drammatica per Queen Sugar
  - 2017 - Miglior documentario per XIII emendamento
  - 2019 - Candidatura alla miglior sceneggiatura in una serie drammatica per Dream Variations
  - 2018 - Entertainer of the Year
  - 2020 - Candidatura alla miglior regia in una serie drammatica per Part Four
  - 2020 - Candidatura alla miglior sceneggiatura in una serie drammatica per Part Four
  - 2024 - Candidatura al miglior film per Origin
  - 2024 - Miglior regia di un film per Origin
- Sundace Film Festival
  - 2012 - Miglior regia di un film drammatico per Middle of Nowhere